# Silverfallen
Silverfallen är ett antal vattenfall i Karlforsbäcken i naturreservatet Silverfallet-Karlsfors i Skövde kommun. Vattnet faller sammanlagt 50-60 meter i forsar och fall, från en avsats till en annan nerför sluttningen på berget Billingen. Vårtid så växer det blåsippor, gullvivor och lungört längs med vattendraget. Under sommaren brukar bäcken vanligtvis torkas ut helt. 